# Фізична кінетика
Фізична кінетика (дав.-гр. κίνησις — рух) — мікроскопічна теорія процесів у нерівноважних середовищах. В кінетиці методами квантової або класичної статистичної фізики вивчають процеси перенесення енергії, імпульсу, заряду та речовини в різних фізичних системах (газах, плазмі, рідинах, твердих тілах) і вплив на них зовнішніх полів[⇨]. На відміну від термодинаміки нерівноважних процесів і електродинаміки суцільних середовищ, кінетика виходить з уявлення про молекулярну будову розглянутих середовищ, що дозволяє обчислити з перших принципів кінетичні коефіцієнти, діелектричні та магнітні проникності та інші характеристики суцільних середовищ. Фізична кінетика охоплює кінетичну теорію газів з нейтральних атомів або молекул, статистичну теорію нерівноважних процесів у плазмі[⇨], теорію явищ перенесення в твердих тілах (діелектриках, металах і напівпровідниках) і рідинах, кінетику магнітних процесів і теорію кінетичних явищ, пов'язаних з проходженням швидких частинок через речовину. До неї ж належать теорія процесів перенесення у квантових рідинах та надпровідниках і кінетика фазових переходів[⇨].
Якщо відома функція розподілу всіх частинок системи за їх координатами та імпульсами в залежності від часу (в квантовому випадку — матриця щільності), то можна обчислити всі характеристики нерівноважної системи. Обчислення повної функції розподілу є практично нерозв'язним завданням, але для визначення багатьох властивостей фізичних систем, наприклад, потоку енергії або імпульсу, достатньо знати функцію розподілу невеликого числа частинок, а для газів малої густини — однієї частинки.
В кінетиці використовується істотна відмінність часів релаксації в нерівноважних процесах; наприклад, для газу з частинок або квазічастинок, час вільного пробігу значно більший від часу зіткнення між частинками. Це дозволяє перейти від повного опису нерівноважного стану функцією розподілу за всіма координатами та імпульсами до скороченого опису за допомогою функції розподілу однієї частинки за її координатами та імпульсами.

## Кінетичне рівняння
Основний метод фізичної кінетики — розв'язування кінетичного рівняння Больцмана для одночастинкової функції розподілу {\displaystyle f(x,\;p,\;t)} молекул у фазовому просторі їхніх координат {\displaystyle x} і імпульсів {\displaystyle p}. Це рівняння ввів Больцман у 1872 році. Функція розподілу задовольняє кінетичному рівнянню:
{\displaystyle {\frac {df}{dt}}={\frac {\partial f}{\partial t}}+{\frac {\vec {p}}{m}}{\frac {\partial f}{\partial {\vec {x}}}}+{\vec {F}}{\frac {\partial f}{\partial {\vec {p}}}}=\mathrm {St} \,f,}
де {\displaystyle \mathrm {St} } — інтеграл зіткнень, що визначає різницю числа частинок, що приходять в елемент об'єму внаслідок прямих зіткнень і вибувають з нього внаслідок зворотних зіткнень. Для одноатомних молекул або для багатоатомних, але без урахування їхніх внутрішніх ступенів вільності
{\displaystyle \mathrm {St} \,f=\int \omega \cdot (f'f'_{1}-ff_{1})\,dp_{1}dp'dp'_{1},}
де {\displaystyle \omega } — ймовірність зіткнення, пов'язана з диференціальним ефективним перерізом розсіювання.
{\displaystyle \omega \,dp'dp'_{1}=|v-v_{1}|\,d\sigma ,}
де {\displaystyle p}, {\displaystyle p_{1}} — імпульси до зіткнення молекул, {\displaystyle v}, {\displaystyle v_{1}} — відповідно швидкості, {\displaystyle p'}, {\displaystyle p'_{1}} — їхні імпульси після зіткнення, {\displaystyle f}, {\displaystyle f_{1}} — функції розподілу молекул до зіткнення, {\displaystyle f'}, {\displaystyle f'_{1}} — їхні функції розподілу після зіткнення.
Для газу зі складних молекул, що володіють внутрішніми ступенями вільності, їх слід враховувати у функції розподілу. Наприклад, для двоатомних молекул з власним моментом обертання M функції розподілу будуть залежати також від {\displaystyle M}.
З кінетичного рівняння випливає теорема Больцмана — зменшення з часом {\displaystyle H}-функції Больцмана (середнього логарифма функції розподілу) або зростання ентропії, оскільки вона дорівнює {\displaystyle H}-функції Больцмана з протилежним знаком.

## Рівняння перенесення
Фізична кінетика дозволяє отримати рівняння балансу для середньої густини речовини, імпульсу і енергії. Наприклад, для простого газу густиною {\displaystyle \rho }, гідродинамічна швидкість {\displaystyle {\textbf {V}}} і середня енергія {\displaystyle {\bar {E}}} задовольняють рівнянням балансу:
{\displaystyle {\frac {\partial \rho }{\partial t}}+\mathrm {div} (\rho {\textbf {V}})=0,} — також відоме як рівняння неперервності
{\displaystyle {\frac {\partial }{\partial t}}(\rho V_{\alpha })+\sum _{\beta }{\frac {\partial \Pi _{\alpha \beta }}{\partial x_{\beta }}}=0,}
{\displaystyle {\frac {\partial }{\partial t}}n{\bar {E}}+\mathrm {div} ({\textbf {q}})=0,}
{\displaystyle \Pi _{\alpha \beta }=\int mV_{\alpha }V_{\beta }f\,dp,}
де {\displaystyle \Pi _{\alpha \beta }} — тензор густини потоку імпульсу, {\displaystyle m} — маса частинок, {\displaystyle n} — густина числа частинок, {\displaystyle {\textbf {q}}=\int E{\textbf {V}}f\,dp} — густина потоку енергії.
Якщо стан газу мало відрізняється від рівноважного, то в малих елементах об'єму встановлюється розподіл, близький до локально рівноважного розподілу Максвелла, з температурою, густиною та гідродинамічною швидкістю, відповідними розглянутій точці газу. У цьому випадку нерівноважна функція розподілу мало відрізняється від локально рівноважної, і розв'язок кінетичного рівняння дає малу поправку до останньої, пропорційну градієнтам температури {\displaystyle \nabla T} і гідродинамічної швидкості {\displaystyle \nabla {\textbf {V}}}, оскільки {\displaystyle \mathrm {St} \,f_{0}=0}.
За допомогою нерівноважної функції розподілу можна знайти потік енергії (в нерухомій рідини) {\displaystyle {\textbf {q}}=-\lambda \nabla T}, де {\displaystyle \lambda } — коефіцієнт теплопровідності, і тензор густини потоку імпульсу
{\displaystyle \Pi _{\alpha \beta }=\rho V_{\alpha }V_{\beta }+\delta _{\alpha \beta }P-\sigma '_{\alpha \beta },}
де
{\displaystyle \sigma '_{\alpha \beta }=\eta \left[\left({\frac {\partial V_{\alpha }}{\partial x_{\beta }}}+{\frac {\partial V_{\beta }}{\partial x_{\alpha }}}\right)-{\frac {2}{3}}\delta _{\alpha \beta }\,\mathrm {div} \,{\textbf {V}}\right]+\zeta \delta _{\alpha \beta }\mathrm {div} \,{\textbf {V}}}
— тензор в'язких напруг, {\displaystyle \eta } — коефіцієнт в'язкості на зсув, {\displaystyle P} — тиск. Ці два співвідношення відомі в механіці суцільних середовищ як закон теплопровідності Фур'є і закон в'язкості Ньютона. Останній доданок у {\displaystyle \sigma '_{\alpha \beta }} для газів зі внутрішніми ступенями вільності, де {\displaystyle \zeta } — коефіцієнт «другої», об'ємної в'язкості, що виявляється лише під час рухів, в яких {\displaystyle \mathrm {div} \,{\textbf {V}}\neq 0}. Для кінетичних коефіцієнтів {\displaystyle \lambda }, {\displaystyle \eta }, {\displaystyle \zeta } виходять вирази через ефективні перерізи зіткнень, які, в свою чергу, розраховуються через константи молекулярних взаємодій. В багатокомпонентній суміші потік будь-якого компонента охоплює дифузійний потік, пропорційний градієнту концентрації речовини в суміші з коефіцієнтом дифузії, і потік за рахунок термодифузії (ефект Соре), пропорційний градієнту температури з коефіцієнтом термодифузії. Потік тепла включає крім звичайного потоку за рахунок теплопровідності, пропорційного градієнту температури, додаткову складову, пропорційну градієнтам концентрацій компонентів і описує дифузійну теплопровідність (ефект Дюфура). Кінетична теорія дає вирази для цих кінетичних коефіцієнтів через ефективні перерізи зіткнень, при цьому кінетичні коефіцієнти для перехресних явищ внаслідок теореми Онсагера виявляються рівними. Ці співвідношення є наслідком мікроскопічної оборотності рівнянь руху частинок системи, тобто інваріантності їх відносно обернення часу.
Рівняння балансу імпульсу з урахуванням виразу для густини потоку імпульсу через градієнт швидкості дає рівняння Нав'є — Стокса, рівняння балансу енергії з урахуванням виразу для густини потоку тепла дає рівняння теплопровідності, рівняння балансу числа частинок певного сорту з урахуванням виразу для дифузійного потоку дає рівняння дифузії. Такий гідродинамічний підхід справедливий, якщо довжина вільного пробігу {\displaystyle \lambda } значно менша від характерних розмірів ділянок неоднорідності.

## Гази і плазма
Фізична кінетика дозволяє досліджувати явища перенесення в розріджених газах, коли відношення довжини вільного пробігу {\displaystyle \lambda } до характерних розмірів задачі {\displaystyle L} (тобто число Кнудсена {\displaystyle \lambda /L}вже дуже мале і є сенс розглядати поправки порядку {\displaystyle \lambda /L} (слабо розріджені гази). У цьому випадку кінетика пояснює явища температурного стрибка і течії газів поблизу твердих поверхонь.
Для сильно розріджених газів, коли {\displaystyle \lambda /L\gg 1}, гідродинамічні рівняння і звичайне рівняння теплопровідності вже не застосовні і для дослідження процесів перенесення необхідно розв'язувати кінетичне рівняння з певними граничними умовами на поверхнях, що обмежують газ. Ці умови виражаються через функцію розподілу молекул, розсіяних через взаємодію зі стінкою. Розсіяний потік частинок може приходити в теплову рівновагу зі стінкою, але в реальних випадках це не досягається. Для сильно розріджених газів роль коефіцієнта теплопровідності відіграють коефіцієнти теплопередачі. Наприклад, кількість тепла {\displaystyle Q}, віднесена до одиниці площі паралельних пластинок, між якими знаходиться розріджений газ, дорівнює {\displaystyle Q=\varkappa (T_{2}-T_{1})/L}, де {\displaystyle T_{1}} і {\displaystyle T_{2}} — температури пластинок, {\displaystyle L} — відстань між ними, {\displaystyle \varkappa } — коефіцієнт теплопередачі.
Теорія явищ перенесення в щільних газах і рідинах значно складніша, оскільки для опису нерівноважного стану вже недостатньо одночастинкової функції розподілу, а потрібно враховувати функції розподілу більш високого порядку. Часткові функції розподілу задовольняють ланцюжку зчеплених рівнянь (так званих рівнянь Боголюбова або ланцюжку ББГКІ, тобто рівнянь Боголюбова — Борна — Ґріна — Кірквуда — Івона). За допомогою цих рівнянь можна уточнити кінетичне рівняння для газів середньої густини і досліджувати для них явища перенесення.
Фізична кінетика двокомпонентної плазми описується двома функціями розподілу (для електронів {\displaystyle f_{e}}для іонів {\displaystyle f_{i}}), що задовольняють систему двох кінетичних рівнянь (рівнянь Власова). На частинки плазми діють сили
{\displaystyle F_{e}=-e\left(E+{\frac {v\times B}{c}}\right),\quad F_{i}=-Z_{e}F_{e},}
де {\displaystyle Z_{e}} — заряд іона, {\displaystyle E} — напруженість електричного поля, {\displaystyle B} — магнітна індукція, що задовольняють рівнянням Максвелла. Рівняння Максвелла містять середні густини струму {\displaystyle j} і заряду {\displaystyle \rho }, які визначаються за допомогою функцій розподілу:
{\displaystyle {\textbf {j}}=e\int {\textbf {v}}(Zf_{i}-f_{e})\,d{\textbf {p}},\quad p=e\int (Zf_{i}-f_{e})\,d{\textbf {p}}.}
Таким чином, кінетичні рівняння та рівняння Максвелла утворюють пов'язану систему рівнянь Власова — Максвелла, що визначає всі нерівноважні явища в плазмі. Такий підхід називається наближенням самоузгодженого поля. При цьому зіткнення між електронами враховуються не явно, а лише через створюване ними самоузгоджене поле. При врахуванні зіткнень електронів виникає кінетичне рівняння, в якому ефективний переріз зіткнення дуже повільно спадає зі зростанням прицільної відстані, а також стають істотними зіткнення з малим передаванням імпульсу, в інтегралі зіткнень з'являється логарифмічна розбіжність. Врахування ефектів екранування дозволяє уникнути цієї труднощі.

## Конденсовані середовища
Фізична кінетика нерівноважних процесів у діелектриках ґрунтується на розв'язуванні кінетичного рівняння Больцмана для фононів решітки. Взаємодія між фононами викликана ангармонічними членами гамільтоніана решітки відносно зміщення атомів з положення рівноваги. Під час найпростіших зіткнень один фонон розпадається на два або відбувається злиття двох фононів в один, причому сума їхніх квазіімпульсів або зберігається (нормальні процеси зіткнень), або змінюється на вектор оберненої решітки (процеси перекиду). Кінцева теплопровідність виникає при врахуванні процесів перекиду. За низьких температур, коли довжина вільного пробігу більша від розмірів зразка {\displaystyle L}роль довжини вільного пробігу грає {\displaystyle L}. Кінетичне рівняння для фононів дозволяє досліджувати теплопровідність і поглинання звуку в діелектриках. Якщо довжина вільного пробігу для нормальних процесів значно менша від довжини вільного пробігу для процесів перекиду, то система фононів у кристалі за низьких температур подібна до звичайного газу. Нормальні зіткнення встановлюють внутрішню рівновагу в кожному елементі об'єму газу, який може рухатися зі швидкістю {\displaystyle V}, мало змінною на довжині вільного пробігу для нормальних зіткнень. Тому можна побудувати рівняння гідродинаміки фононного газу в діелектрику.
Фізична кінетика металів ґрунтується на розв'язуванні кінетичного рівняння для електронів, які взаємодіють із коливаннями кристалічної решітки. Електрони розсіюються на коливаннях атомів решітки, домішках і дефектах, що порушують її періодичність, причому можливі як нормальні зіткнення, так і процеси перекиду. Електричний опір виникає внаслідок цих зіткнень. Фізична кінетика пояснює термоелектричні, гальваномагнітні і термомагнінтні явища, аномальний скін-ефект, циклотронний резонанс у високочастотних полях та інші кінетичні ефекти в металах. Для надпровідників вона пояснює особливості їх високочастотної поведінки.
Фізична кінетика магнітних явищ ґрунтується на розв'язуванні кінетичного рівняння для магнонів. Вона дозволяє обчислити динамичні чутливості магнітних систем у змінних полях, вивчити кінетику процесів намагнічування.
Фізична кінетика явищ при проходженні швидких частинок через речовину заснована на розв'язуванні системи кінетичних рівнянь для швидких частинок і вторинних частинок, що виникають при зіткненнях, наприклад для {\displaystyle \gamma }-променів (фотонів) з урахуванням різних процесів у середовищі (фотоефекту, комптонівського розсіювання, утворення пар). У цьому випадку кінетика дозволяє обчислити коефіцієнти поглинання і розсіювання швидких частинок.

## Фазові переходи
Фізична кінетика фазових переходів першого роду, тобто зі стрибком ентропії, пов'язана з утворенням та зростанням зародків нової фази. Функція розподілу зародків за їхніми розмірами (якщо зародки вважати макроскопічними утвореннями, а процес зростання — повільним) задовольняє рівнянню Фоккера — Планка:
{\displaystyle {\frac {\partial f}{\partial t}}={\frac {\partial }{\partial \alpha }}\left(D{\frac {\partial f}{\partial \alpha }}-Af\right),}
де {\displaystyle \alpha } — радіус зародка, {\displaystyle D} — «коефіцієнт дифузії зародків за розмірами», {\displaystyle A} — пропорційне мінімальній роботі, яку потрібно затратити на створення зародка даного розміру. Кінетика фазових переходів другого роду в найпростішому наближенні заснована на рівнянні релаксації параметра порядку {\displaystyle \eta }, що характеризує ступінь впорядкованості, яка виникає при фазовому переході (рівняння Ландау — Халатнікова):
{\displaystyle {\frac {\partial \eta }{\partial t}}=-\gamma {\frac {\partial \Omega }{\partial \eta }},}
де {\displaystyle \gamma } — сталий коефіцієнт, {\displaystyle \Omega } — термодинамічний потенціал у змінних {\displaystyle T} і {\displaystyle \eta }поблизу точки фазового переходу, що залежить від {\displaystyle \eta }. Для цієї залежності використовується розкладання за степенями {\displaystyle \eta } і {\displaystyle T-T_{c}}, де {\displaystyle T_{c}} — температура фазового переходу.

## Явища перенесення в рідинах
Теорію явищ перенесення в рідинах також можна віднести до фізичної кінетики. Хоча для рідин метод кінетичних рівнянь непридатний, для них можливий більш загальний підхід, заснований на ієрархії часів релаксації. Для рідини час встановлення рівноваги в макроскопічно малих (але таких, що містять ще велику кількість молекул) елементарних об'ємах значно менший, ніж час релаксації у всій системі, внаслідок чого в малих елементах об'єму наближено встановлюється статистична рівновага. Тому в якості початкового наближення при розв'язуванні рівняння Ліувіля можна прийняти локально рівноважний розподіл Гіббса з температурою {\displaystyle T(x,\;t)}, хімічним потенціалом {\displaystyle \mu (x,\;t)} і гідродинамічною швидкістю {\displaystyle V(x,\;t)}, відповідними розглянутій точці рідини. Наприклад, для однокомпонентної рідини локально рівноважна функція розподілу (або матриця густини) має вигляд
{\displaystyle f={\frac {1}{Z}}\exp \left(-\int \beta (x,\;t)[{\tilde {H}}(x)-\mu (x,\;t)n(x)]\,dx\right),}
де
- {\displaystyle \beta (x,\;t)={\frac {1}{kT(x,\;t)}},}
- {\displaystyle {\tilde {H}}(x)=H(x)-p(x)V(x,\;t)+{\frac {1}{2}}mn(x)V^{2}(x,\;t)} — густина енергії в системі координат, що рухається разом з елементом рідини,
- {\displaystyle H(x)} — густина енергії в нерухомій системі координат,
- {\displaystyle p(x)} — густина імпульсу,
- {\displaystyle n(x)} — густина числа частинок, що розглядаються як фазові функції, тобто функції від координат і імпульсів всіх частинок, наприклад {\displaystyle n(x)=\sum _{j}^{N}\delta (x-x_{j})}.

Наближений розв'язок рівняння Ліувіля для станів, близьких до статистично рівноважного, дозволяє вивести рівняння теплопровідності і Нав'є — Стокса для рідини і отримати мікроскопічні вирази для кінетичних коефіцієнтів теплопровідності і в'язкості через просторово-часові кореляційні функції густин потоків енергії та імпульсів всіх частинок системи. Цей самий підхід можливий і для суміші рідин. Подібний розв'язок рівняння Ліувіля є його частковим розв'язком, залежним від часу лише через параметри {\displaystyle \beta (x,\;t)}, {\displaystyle \mu (x,\;t)}, {\displaystyle V(x,\;t)}відповідні скороченому гідродинамічному опису нерівноважного стану системи, який справедливий, коли всі гідродинамічні параметри мало змінюються на відстанях порядку довжини вільного пробігу (для газів) або довжини кореляцій потоків енергії або імпульсу (для рідин).
До задач фізичної кінетики відноситься також обчислення узагальненої сприйнятливості, що виражає лінійну реакцію фізичної системи на включення зовнішнього поля. Її можна виразити через функції Ґріна з усередненням за станом, який може бути і нерівноважним.
У фізичній кінетиці досліджують також кінетичні властивості квантових систем, що вимагає застосування методу матриці густини.